# Poptella compressa
Poptella compressa är en fiskart som först beskrevs av Günther, 1864.  Poptella compressa ingår i släktet Poptella och familjen Characidae. Inga underarter finns listade i Catalogue of Life.